# Konungariket Sveriges stadshypotekskassa
Konungariket Sveriges stadshypotekskassa (även kallad Stadshypotekskassan) upprättades 1909.
Kassans uppgift var att finansiera långfristig fastighetsbelåning genom ett antal statshypoteksföreningar. Främst var syftet att bevilja "primärkredit" mot inteckning i en viss begränsad del av fastighetsvärdet .
Stadshypotekskassans upplåning kom huvudsakligen från stora institutionella placerare och skedde främst mot obligationer och certifikat. Som säkerhet för Stadshypotekskassans förbindelser ställde staten en garanti, den så kallade grundfonden. 
Som grundfond överlämnade staten 30 miljoner kronor i form av statsobligationer med 3,5 procents ränta. För anskaffande av tillräckligt med kapital (för att kunna låna ut) så utgav kassan obligationer. Beloppet av kassans utelöpande obligationer fick inte uppgå till mer än tio gånger den totala summan av kassans grundfond och reservfond.
Stadshypotekskassan lånade sedan ut pengar till hypoteksföreningarna med återbetalning antingen genom årlig amortering, eller utan amortering med återbetalning efter en viss bestämd tid, minst 10 år och högst 20 år.
December 1910 var 21 hypoteksföreningar anslutna till kassan.
I början av 1990-talet slogs Stadshypotekskassan ihop med landets hypoteksföreningar, och tillgångarna i den gemensamma rörelsen överfördes till Stadshypotek AB.